# Джерем (департамент)
Джере́м (фр. Djérem) — один из 5 департаментов региона Адамава в Камеруне. Находится в южной части региона, занимая площадь в 13 283 км2. 
Административным центром департамента является город Тибати (фр. Tibati). Граничит с департаментами: Фаро и Део (на севере), Вина (на севере), Мбере (на востоке), Лом и Джерем (на юге), Мбам и Ким (на юге) и Майо-Баньо (на западе).

Департамент Джерем на карте региона Адамава

## Административное деление
Департамент Джерем подразделяется на 2 коммуны:
1. Нгаундал (фр. Ngaoundal)
2. Тибати (фр. Tibati)